# Орден мечоносців
О́рден мечоно́сців (нім. Schwertbrüderorden) — чернечий лицарський орден Католицької Церкви у 1202—1237 роках. Заснований в Ризі монахом-цистеріанцем Теодоріхом Трейденським, з дозволу ризького єпископа Альберта фон Буксгевдена, з метою захисту, поширення й утвердження християнства в Лівонії. Названий за гербом ордену, який носили лицарі на своїх плащах, — червоним мечем із червоним хрестом. Схвалений Папою Римським Інокентієм III. Затверджений папською буллою 1210 року. Складався, переважно, з німецьких лицарів. На відміну від інших лицарських орденів, що були самостійними, зберігав залежність від Ризького єпископа. 22 вересня 1236 року зазнав розгромної поразки від литовсько-латиських військ у битві при Сауле. 12 травня 1237 року об'єднався із Тевтонським орденом, перетворившись на Лівонський відділ цього ордену, більш знаний як Лівонський орден.

## Назва

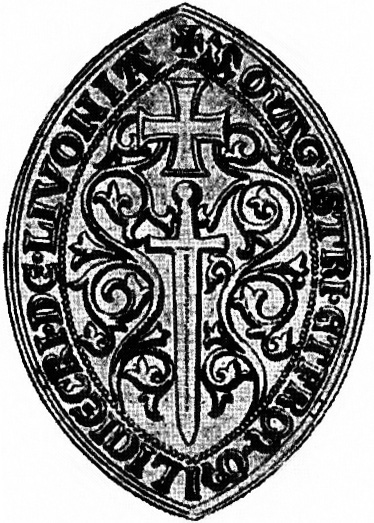
Печатка ордену. Напис: «S[igillum] MAGISRI ET FR[atru] M MILICIE CRI[sti] DE LIVONIA» — «Печатка магістра і братів лицарської служби Христа в Лівонії».

Першою, офіційною й найбільш правильною назвою членів ордена є «Брати лицарської служби Христа» (лат. Fratres militiae Christi) або скорочено «Брати лицарської служби» (лат. Fratres militiae), інколи із уточненням «в Лівонії» (лат. in Lilvonia, de Livonia). Ця назва часто зустрічається в першоджерелах — папських буллах, імператорських грамотах і «Хроніці Лівонії» Генріха Латвійського.
Іншою автентичною назвою того часу, що вживалася рідко, була «солдати Христа» (лат. Milites Christi) або «солдати Господа» (лат. Milites Dei). Нею в давнину позначали і тамплієрів. Ця назва використовується у хроніках Альберіха і Арнольда Любекського. У «Лівонській римованій хроніці» її видозмінено на «божий лицар» (нім. Gottes Ritter), а в договорі від 1229 року між смоленським князем Мстиславом та Ригою — на «божий дворянин» (д.-рус. божій дворянинъ).
Популярна і найбільш вживана назва «брати-мечоносці» (нім. Schwert brüdere) не зустрічається в жодному історичному документі тієї епохи. Вона присутня лише в Лівонській римованій хроніці та хроніках Тевтонського ордену. Ця назва походить від меча, що розташовувався на гербі і плащах братів Ордену. В пізніших списках хроніки Генріха Латвійського зустрічається латинський еквівалент цього виразу «брати-мечники» (лат. Fratres gladiferi), але це очевидно пізніша вставка. У середині XVI століття з'являється синонімічна назва «брати-мечоносці» (лат. Fratres ensiferi). У деяких буллах папи Григорія IX на адресу Ордену вживається словосполучення «Брати лицарської служби Храму в Лівонії» (лат. Fratres militia etempli de Livonia) або «Брати ордену тамплієрів, що сповідують в Лівонії» (лат. Fratres, templariorum ordinem in Livonia profitentes). Втім усі ці назви стосуються лише братів-лицарів — першого класу Ордену, а не всіх його членів.
Спільний термін для позначення Ордену, тобто усіх Орденських братів — лицарів, священиків і служителів, використовується дуже рідко. Так, у грамоті імператора Оттона IV використовується назва «Рада Христових воїнів» (лат. Conventus Christi militum), а в грамоті імператора Фрідріха II — «магістр Дому лицарської служби Христа» (лат. Magister domus militiae Christi). В прусській хроніці Петра Дусбурзького вжито «Магістр Ордену лицарської служби Христа» (лат. Magister de ordine militum Christi).
Слово «орден» (лат. ordo) використовувалося на означення корпорації братів як папою Іннокентієм III, так і самими мечоносцям. Останні іменували себе «Орден і товариство братів лицарської служби Христа» (лат. Ordo & collegium fratrum militiae Christi). Зазвичай, у джерелах на означення усього Ордену використовується формула «Брати лицарської служби Христа» або «Магістр і брати лицарської служби (Христа)» (лат. Magister & fratres militiae (Christi)). Називати усіх членів Ордену лівонськими лицарями або лицарством є помилкою, оскільки в часи існування Ордену в Лівонії вже існували інші лицарі та лицарство, що не належали до нього. Проте оскільки саме лицарі-мечоносці були найважливішою складовою Ордену, усю орденську корпорацію включно зі священиками і служителями заведено називати «мечоносцями», а саму корпорацію — «Орденом мечоносців».

## Історія

### Заснування
Орден керувався статутом ордену тамплієрів. Члени ордену поділялися на лицарів, священиків і службовців. Лицарі найчастіше походили з сімей дрібних феодалів (найчастіше з Саксонії). Форменим одягом їм служив білий плащ з червоними хрестом і мечем. Службовці (зброєносці, ремісники, слуги, посильні) набиралися з вільних людей і городян. Главою ордену був магістр, найважливіші справи ордену вирішував капітул.
Першим магістром ордену був Вінно фон Рорбах (1202—1209), другим і останнім — Фольквін фон Вінтерштайн (1209 - 1236).
На захоплених територіях мечоносці будували замки. Замок був центром адміністративної одиниці — кастелатури. За домовленістю 1207 року ⅔ захоплених земель залишалися під владою ордена, інша частина передавалася єпископам Ризькому, Езельському, Дерптському і Курляндському.

### Об'єднання з Тевтонським орденом

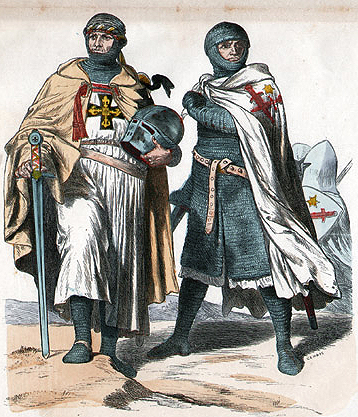
Великий магістр Тевтонського ордену з лицарем-мечоносцем.

На кінець 1230-х років Орден мечоносців захопив данську Естонію й досяг вершини своєї могутності. Але одночансно в нього зросла кількість ворогів. Окрім Данії з Орденом ворогували на сході новгородці й псковичі, що прагнули повернути забрані у них землі естів та летів. На півдні хрестоносцям опиралися курші та земгали, а також непокірні литовці, які часто здійснювали спустошливі набіги на прикордонні землі. Підкорені мечоносцями язичницькі племена, особливо ести, були ненадійними союзниками. Це змусило магістра Фольквіна фон Наумбурга вислати у 1231 році посольство до Тевтонського ордену в Пруссії з пропозицією об'єднати сили. Переговори затягнулися на 6 років через сумніви великого магістра тевтонців Германа Зальца та контрзаходи данського короля Вальдемара II. Лише нищівна поразка Ордену мечоносців в битві при Сауле 22 вересня 1236 року від литовсько-семигалського війська на кордоні Курляндії й Литви пришвидшила справу об'єднання. 12 травня 1237 року в Вітербо римський папа Григорій IX разом із великим магістром Германом Зальца провели урочистий акт злиття Ордену мечоносців із Тевтонським орденом. Папа звільнив двох присутніх лицарів-мечоносців від статуту їхнього ордену, змусив їх зняти старий орденський одяг і прийняти білі плащі з чорними хрестами тевтонських лицарів. Орден мечоносців було офіційно скасовано, а замість ного постав Лівонський (Ліфляндський) відділ Тевтонського ордену, більш знаний як Лівонський орден.

## Хронологія
- 1202: заснування Ордену.
- 23 лютого 1205: участь у переможній битві при Роденпойсі над литовцями.
- 1205: єпископ Альберт будує в гирлі Західної Двіни цистерціанський монастир святого Миколая, який отримав назву Дюнамюнде (Устя Двіни).
- 1207: взяття військами Ордену фортеці Кукейнос в середній течії Західної Двіни. Оборону фортеці очолював князь В'ячеслав Борисович (Вячко), онук смоленського князя Давида Ростиславича. У цьому ж році Орден отримав, не без втручання Папи, від єпископа право на володіння третиною всіх завойованих земель.
- 1207: мечоносцями заснований замок Зегеволд (Зігвальд) — нім. Sieg Wald «Перемога над лісом» (нині Сігулде).
- 1208: організований невдалий похід в Литву.
- 1209: єпископ Альберт підкорює Ерсіку. У тому ж році магістр Винно фон Рорбах був обезголовлений, і його місце зайняв Фольквін фон Вінтерштайн (Вінтерштаттен).
- 20 жовтня 1210: єпископ Альберт і магістр Фольквін отримують від Папи Інокентія III привілей на розділ Лівонії (Livonia) і Семигалії (Semigallia), а також новий дозвіл на відпущення гріхів. Саме в цій буллі відбувається дійсне утвердження ордена Папою.
- 6 січня 1217: орден здійснює рейд в Новгородську землю. Близько 1 березня, після триденної облоги, орден здав замок Одемпе (Оденпе, Ведмежа Голова, сучас. Отепя) псковському князю Володимиру, синові Мстислава Ростиславича Хороброго.
- 1219: разом з данськими військами, які прийшли на допомогу лицарям ордена, мечоносці засновують фортецю Ревель (нині Таллінн). У тому ж році новгородці на чолі з князем Всеволодом Мстиславичем виграли бій і протягом двох тижнів брали в облогу Венден.
- 1221: новгородці на чолі з князем Всеволодом Юрійовичем здійснюють похід на Венден.
- 1223: новгородці на чолі з князем Ярославом Всеволодовичем здійснюють похід на Ревель. 15 серпня після двотижневого штурму мечоносці беруть Вільянді. За повідомленням Генріха Латвійського, «русичів, що залишилися, повісили перед замком на страх іншим русичам».
- 1224: після тривалої облоги військами ордена узятий Юр'єв (Дерпт), при обороні міста загинув князь Вячко. Допомоги від Новгорода не надійшло через конфлікт з князем Всеволодом Юрійовичем. До кінця третього десятиліття XIII століття орден захопив частину земель земгалів, селів і куршів, але більша частина язичницьких земель залишалася під владою Литви. Орден, порушивши мирний договір з Литвою 1225, в 1229 організував похід до Литви. Після цього литовці ще більше стали підтримувати земгалів.
- 1226, травень: імператор Священної Римської імперії Фрідріх II затвердив за мечоносцями їхні володіння, отримані від ризького і дерптського єпископів.
- 1233: Папа Римський оголосив північний хрестовий похід (1233-1236).
- 1234: поразка мечоносців у битві на Омовжі від новгородців князя Ярослава Всеволодовича.
- 1236
9 лютого: Папа Римський Григорій IX оголосив хрестовий похід проти Литви з метою врятувати Орден і землі єпископів від нападів литовців, та їхніх союзників — лівів, семигалів і руських князів.
22 вересня: велика поразка мечоносців у битві при Сауле від литовсько-семигалського війська, в якій загинув магістр ордена Фольквін фон Намбург.
- 1237,12 травня: у Вітербо Григорій IX і Герман фон Зальца приєднали Орден мечоносців до Тевтонського ордену.

## Структура

### Магістри
- 1204—1209: Вінно / Венно фон Рорбах
- 1209—1236: Фольквін фон Наумбург (Volkwin von Naumburg zu Winterstätten)

### Брати-лицарі

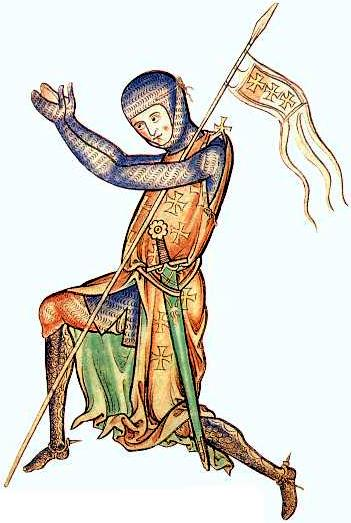
Лицар-хрестоносець.

Брати-лицарі — члени Ордену, що складали його каркас. Із них обиралися усі орденські високопосадовці. Кандидат у брати-лицарі мусив присягнути, що він:
1. походить із лицарського шляхетного роду, а його батько був лицарем або міг бути ним;
2. народжений у законному шлюбі;
3. неодружений;
4. не належить до іншого ордену і не приймав інших посвят;
5. не має боргів, які б не міг сплатити зі свого майна;
6. здоровий і не має таємних хвороб;
7. не давав подарунку жодному з братів-лицарів аби стати членом Ордену за його посередництва.

За умови виконання усіх цих вимог, кандидати складав орденські обітниці. На зібраному капітулі його урочисто приймали до ордену. Магістр одягав на нововисвяченого плащ брата-лицаря і підперезував мотузкою. До братів-лицарів приймали лише осіб, що вже були лицарями на момент складання обітниць, оскільки брат Ордену не міг отримати звання лицаря. Кожен брат-лицар отримував від Ордену повне озброєння — щит, меч, спис і булаву, трьох коней зі збруєю та зброєносця. Зброя була якісною, але простою, без прикрас. Одяг так само був простим — складався із білих шат і білого плаща, на якому з лівого боку брати-лицарі носили червоний меч із червоним хрестом. Меч відрізняв мечоносців від тамплієрів і символізував окремішність Ордену.

### Брати-священики

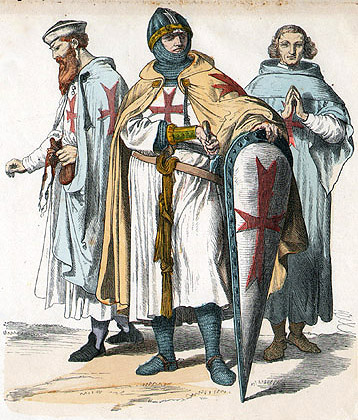
Брат-священик (праворуч) Ордену тамплієрів.

Брати-священики становили другий клас членів Ордену. Чоловік, що хотів стати братом-сващеником мусив присягнути, що він:
1. народжений у законному шлюбі;
2. неодружений;
3. не має боргів, які б не міг сплати зі свого майна;
4. здоровий і немає таємних хвороб;
5. не давав подарунку жодному з братів Ордену аби стати його членом.

Кандидат у брати-священики мусив прийняти священницький сан до вступу в Орден. Виконавши усі вимоги, він складав орденські обітниці, за винятком обіту боротися проти невірних. Урочистій посвяті в брати-священики передував спів певних псалмів. Від Ордену новопосвячені отримували лише харчування і найкращий одяг. Магістр надавав їм білі шати вузького крою із червоним хрестом на грудях, такий самий як у тамплієрів. На відміну від інших братів Ордену, брати-священики були зобов'язані голити бороду. Їм надавали почесті і лицарі, і служителі, вони самі мали право сидіти за столом біля магістра й їм прислуговували за столом першими. До обов'язків братів-священиків входило сповідування братів Ордену (оскільки лише вони мали право відпускати гріхи братам-лицарям і служителям), супроводження їх у походах, виконували функції писарів, канцеляристів і діловодів у орденських замках і домах. Окремо від братів-священиків існували клірики — звичайні священики, що служили в церквах на землях Ордену і не мусили бути його членами.

## Зовнішні відносини

### Папа Римський

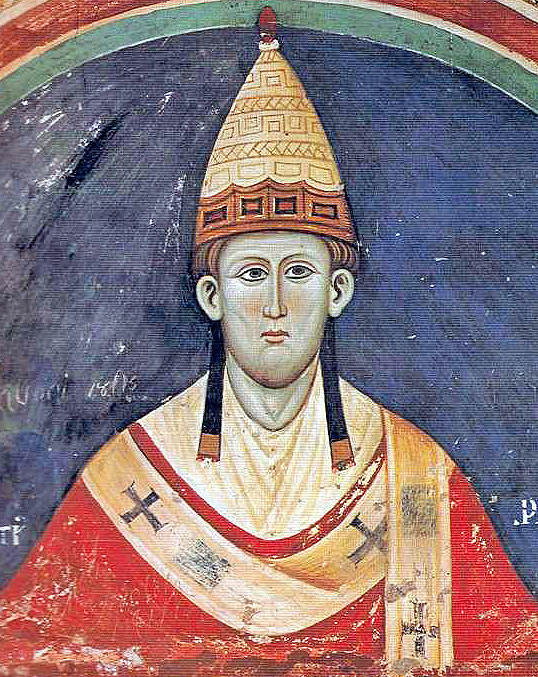
Інокентій III

Найбільший політичний вплив на Орден мали римські папи, що вважалися духовними і світськими головами християнства. На час заснування Ордену римська курія очолювалася Інокентієм III й перебувала на вершині своєї могутності. Єпископ Альберт посвятив всю Лівонію Пресвятій Діві Марії, а нові лівонські землеволодіння надавалися винятково духовним особам. Відповідно, Папи, що були зацікавлені в християнізації краю, вважали Лівонію власністю Риму, а себе справжніми володарями країни. Усі суперечливі питання, особливо між Орденом мечоносців та лівонськими єпископами, йшли до Римського престолу. Папи вирішували суперечки особисто, або через своїх легатів. Їхні рішення становили основу усього політичного ладу краю.

### Єпископи
Головною відмінністю в політичному устрої тамплієрів і мечоносців було питання підпорядкування судовій владі єпископів. Перші перебували поза єпископським судом, у той час як другі мусили коритися єпископам навіть у світських питаннях. Саме тому Орден мечоносців прагнув позбутися єпископської залежності. Це призводило до інтриг, суперечок, а після об'єднання з тевтонцями — остаточного розриву з єпископами на зразок тамплієрів. Внутрішні чвари та судові суперечки між Орденом і єпископами складають основний зміст внутрішньої і зовнішньої політики Лівонії XIII ст. Ця ворожнеча відображена у орденських хроніках, автори яких постійно намагалися довести первісну незалежність мечоносців від єпископів.